# 갈리아 전기

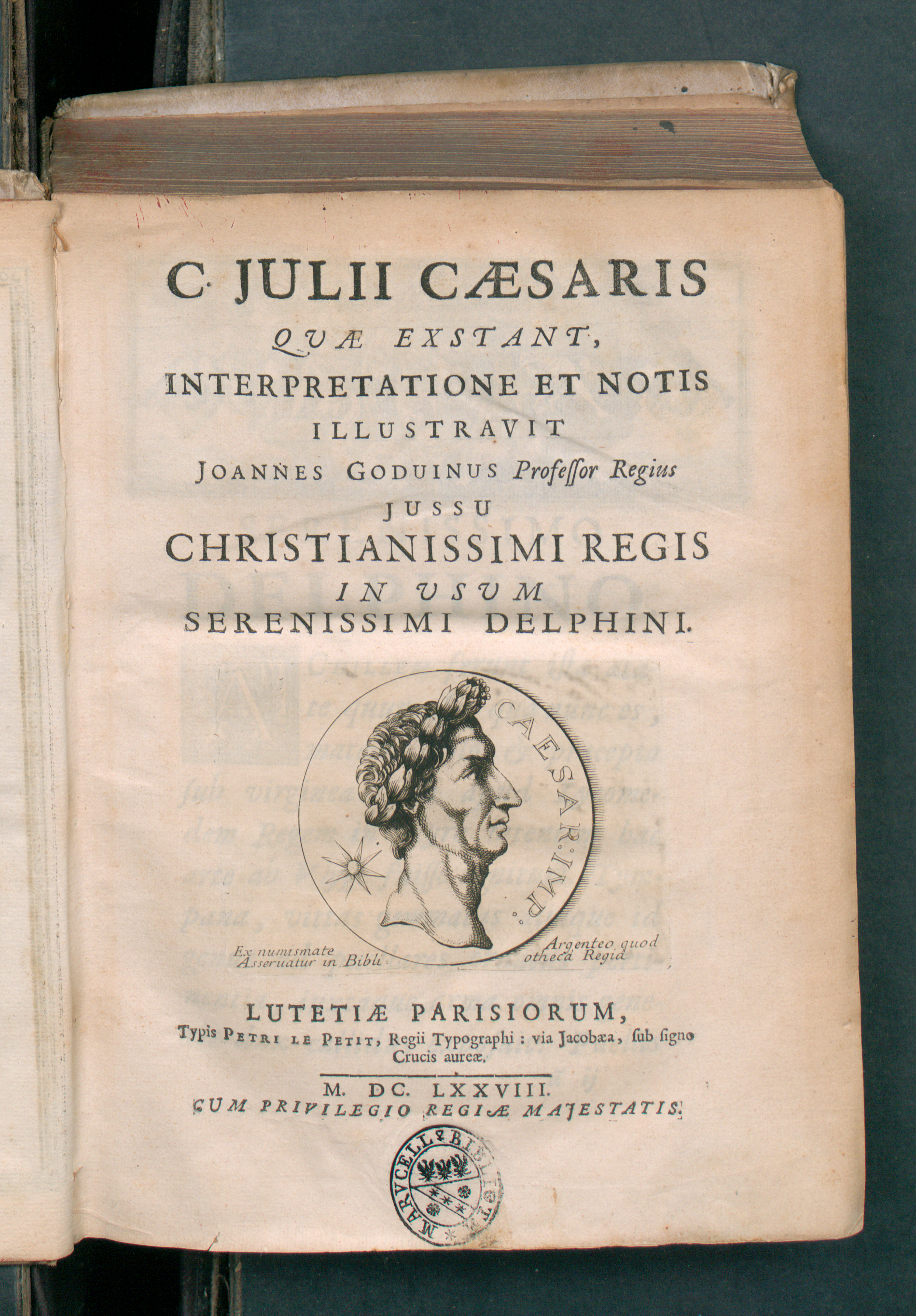
C. Iulii Caesaris quae extant, 1678

갈리아 전기(라틴어: Commentarii de Bello Gallico, Gallia 戰記)는 율리우스 카이사르가 기원전 58년부터 기원전 51년까지 9년에 걸친 갈리아 전쟁을 기록한 책이다.
전체는 총8권으로 이루어져 있으며 각권은 기원전 58년부터 기원전 51년의 각 1년 동안 일어난 일을 기술하고 있다. 다만 제3권은 57년과 56년을 모두 다루고 있다. 제1권부터 제7권은 카이사르가 직접 서술했고, 제8권은 카이사르의 비서였던 발부스의 요청으로 카이사르의 부장이었고 카이사르가 죽은 뒤 집정관까지 된 아울루스 히르티우스가 기록했다.
카이사르는 특유의 간결하고 우아하면서도 함축적인 문체로 기술하였으며 "나는... 이러했다"라고 쓰지 않고 "카이사르는....했다"라고 제3인칭 시점으로 기술했다. 히르티우스가 쓴 제8권은 사실적인 필체로 전쟁기를 기록하고 있다.

## 각권의 구성
각 권의 개략적인 내용은 아래와 같다.
- 제1권 기원전 58년 : 갈리아 개관, 헬베티족과 게르만족 아리오비스투스왕과의 싸움,
- 제2권 기원전 57년 : 벨가이 인과의 전쟁, 해변에 살던 여러부족의 복속,
- 제3권 기원전 57년-56년 : 알프스산지의 부족의 토벌, 갈리아 서해안과 아퀴타니아 정벌, 북방부족의 정벌
- 제4권 기원전 55년 : 라인강 도하와 제1차 브리타니아 침공,
- 제5권 기원전 54년 : 제2차 브리타니아 침공 및 에부로네스족과 네르비족의 반란,
- 제6권 기원전 53년 : 라인강 도하와 갈리아와 게르만족의 사정, 에부로네스족 정벌,
- 제7권 기원전 52년 : 갈리아 전체와의 전쟁, (베르킨게토릭스 반란과 알레시아 공방전)
- 제8권 기원전 51년 : 아울루스 하르티우스의 저술: 비투리게스족, 카르누테스족, 벨로바키족의 반란과 욱셀로두눔 점령

## 한국에서의 출판
- 《갈리아 전기》, 엄미희 역, 느낌이 있는 책, 2009
- 《갈리아 원정기》, 천병희 역, 숲, 2012.

## 같이 보기
- 위키문헌